# Nachal Cherut
Nachal Cherut (hebrejsky נחל חרות) je vádí v centrálním Izraeli, v pobřežní nížině.
Začíná v nadmořské výšce okolo 50 metrů nad mořem nedaleko severního okraje vesnice Cherut a jižního okraje města Tel Mond. Směřuje pak zatočenou trasou zhruba k západu, rovinatou a zemědělsky využívanou pobřežní nížinou. Podchází těleso dálnice číslo 4, za níž ze severu míjí areál věznice Hadarim. Západně od něj, poblíž vesnice Tel Jicchak, ústí zprava do vádí Nachal Poleg.